# Лабукас, Тадас
Тадас Лабукас (лит. Tadas Labukas; 10 января 1984, Клайпеда) — литовский футболист, нападающий

## Клубная карьера
В 2003—2004 годах Лабукас был игроком московского «Динамо», в составе которого сыграл лишь два официальных матча — в розыгрыше Кубка России 2003/04. Летом 2004 года вернулся в «Атлантас». Затем форвард провёл несколько лет в греческом клубе «Визас». В 2006 году Тадас вернулся на родину и выступал за «Жальгирис». С 2007 по 2009 год литовец играл за «Оцелул», а также с 2008 по 2009 год находился в аренде в бакинском «Интере». Ещё два сезона он выступал за скромный польский клуб «Арка» и провёл полгода в норвежском «Бранне», где за одиннадцать игр ни разу не забил. В 2012 году он играл за «Сконто» и был одним из лучших бомбардиров команды. В январе 2013 года Тадас перешёл в московское «Торпедо».

## Карьера в сборной
Тадас выступал за юношескую и молодёжную сборные Литвы. В 2006 году дебютировал в национальной сборной Литвы. С тех пор про за неё восемнадцать матчей, голов не забивал.

## Достижения
- Обладатель Кубка Латвии: 2011/12